# День святого Сильвестра
День святого Сильвестра (Сильвестров день) — религиозный праздник. В католических странах отмечается 31 декабря, в православных — 2 (15) января. Как правило, является рабочим днём.

## История и празднование
Папа римский Сильвестр I родился в III веке в Риме в христианской семье. О жизни этого святого проповедника известно очень мало, но одна легенда дошла до наших дней через многие века. Согласно этой древней легенде, в 314 году нашей эры, святой Сильвестр изловил ветхозаветное чудовище — морского змея Левиафана. В католической среде считалось, что в 1000 году этот библейский монстр вырвется на свободу и тогда наступит конец света. Однако стараниями святого Сильвестра этого не произошло, он спас мир от библейской катастрофы. В этой легенде объединились образ Сильвестра I, убившего дракона в 314 году, и Сильвестра II, считавшегося магом, противостоящим проискам дьявола (папа римский в 999—1003 годах).
В годовщину завершения мирской жизни Сильвестра I, католики воздают ему молитвы и почитают этот день как «День святого Сильвестра». Католики наряжаются в праздничные маскарадные костюмы и называют себя Сильвестр-Клаусами (шутливый каламбур от Санта-Клаус). В ряде стран последний день уходящего года так и называют — «Сильвестром» и вопрос «Куда собираешься на Сильвестра?», по сути означает «Где планируешь отмечать Новый год?

## Традиции «Дня святого Сильвестра» в разных странах
- Голландия

Последнего, кто проснётся в этот день, называют «Сильвестр». Любитель подремать будет обязан, согласно праздничной традиции, заплатить штраф. В старину голландские девушки очень старались быть прилежными и до захода солнца выполнить всю домашнюю работу. Считалось, что подобное усердие поможет в поисках суженого и на будущий год прилежная девица непременно станет невестой.
- Португалия

Наиболее грандиозные торжества проходят на острове Мадейра. С 20.00 и до самого утра продолжается грандиозный праздник. 250 тысяч разноцветных фонариков подсвечивают Фуншал — административный центр португальского острова.
- Чехия

В этой стране на Сильвестра непременно готовят карпа с яблоками, хреном и чечевицей. Считается. что подобное угощение пролог к удаче и счастью в наступающем году. Категорически не приветствуется на праздничном столе птица, считается, что из-за этого счастье может «улететь» как та птичка.
- Россия

В России «Селиверстов день» или «День Кура и Курки» отмечается по народным обычаям 2 (15) января. Этот день считается куриным праздником: чистят курятники, ладят насесты, окуривают стены дымом от тлеющего девясила или коровьего навоза с углями. В ряде мест в курятнике непременно висел «куриный бог», чтобы кикиморы не давили кур. Рано поутру старушки омывали наговорной водой притолоки у дверей, чтобы оградить вход в избу болезням-лихорадкам.
- Германия

Во Франкфурте-на-Майне на Сильвестр пекут штуцвек, сладкую белую булку из дрожжевого теста с двумя головами на концах, символизирующими старый и новый год, и поперечными надрезами по всей длине, обозначающими двенадцать месяцев.